# Dècim Valeri
Dècim Valeri (en llatí Decimus Valerius L. F.) va ser un artista romà nadiu de Tusculum. Podria haver format part de la gens Valèria.
És descrit a dues inscripcions trobades a Tusculum com a vascularius, és a dir fabricant de vasos de bronze o d'argent i on se l'anomena Tusuculanus (nadiu de Tusculum).